# Штерц, Франтишек
Франти́шек Штерц (чеш. František Šterc, 27 января 1912, Шлапанице — 31 октября 1978, Брно) — чехословацкий футболист, игравший на позиции нападающего. Финалист чемпионата мира 1934 года в составе национальной сборной Чехословакии.

## Клубная карьера
Штерц начал свою карьеру в команде из своего родного города «Шлапанице», откуда в 1932 году в возрасте 20 лет перешёл в клуб «Жиденице».
В 1933 году в составе этого клуба ему удалось выйти в высший дивизион Чехословакии. В 62 матчах чемпионата за «Жиденице» нападающий забил 32 гола, 15 из которых были забиты в сезоне 1934/1935. В том сезоне он стал лучшим бомбардиром своей команды и благодаря своей результативности вызывался в сборную.
В 1938 году вернулся в «Шлапанице», в составе которого 2 года спустя завершил карьеру.

## Карьера в сборной
23 сентября 1934 года Штерц дебютировал в официальных матчах в составе национальной сборной Чехословакии в матче против Австрии (2:2). В течение карьеры в национальной команде провёл в её форме 2 матча, последний раз выйдя на поле 6 сентября 1935 года в матче против Югославии (0:0).
Присутствовал в заявке сборной на чемпионат мира 1934 года в Италии, где вместе с командой получил серебро турнира, но на поле не выходил.

## Достижения
- Вице-чемпион мира: 1934